# Katholische Kirche in Österreich
Die katholische Kirche in Österreich ist Teil der weltweiten römisch-katholischen Kirche. Sie gliedert sich in drei Kirchen eigenen Rechts, die römisch-katholische (lateinische), die griechisch-katholische (byzantinische) und die armenisch-katholische Kirche.
Sie ist die mitgliederstärkste Konfession des Christentums sowie insgesamt die größte Religionsgemeinschaft Österreichs. Sie hat fast 3000 Gemeinden mit etwa 4,64 Millionen Mitgliedern, die bis auf etwa 10.000 sämtlich der lateinischen Kirche angehören. Ende 2023 waren damit rund 50,6 Prozent der österreichischen Bevölkerung Mitglied in der katholischen Kirche.

## Geschichte

### Christianisierung
Das Christentum kam über die Römer ins Gebiet des heutigen Österreich. Ein erster Nachweis der Existenz des Christentums datiert 174.
Hier befanden sich die Bistümer Tiburnia und Virunum (bei den alten Hauptstädten der Provinz Noricum, Teurnia und Virunum in Kärnten) und Lauriacum (Lorch in Oberösterreich, bei der neuen Hauptstadt Ovilava/Wels) sowie Aguntum (Aguntum in Osttirol). In den Wirren der Völkerwanderung gingen die christlichen Strukturen großteils verloren, nicht aber die christliche Glaubenspraxis. Davon zeugen zum Beispiel auch das Wirken des Märtyrers Florian von Lorch († 304) und des Missionars Severin von Noricum († 482).
Die Neuchristianisierung erfolgte im Mittelalter vor allem durch die Missionare Rupert und Virgil, die etwa im Raum Salzburg und in Lorch noch kräftige christliche Gemeinden vorfanden, und die 739 von Bonifatius gegründeten Diözesen Passau und Salzburg. Passau betrieb die Mission donauabwärts, Salzburg in den Alpenraum. Zahlreiche Klöster entstanden: Mondsee (748), Innichen (769), Kremsmünster (777), Sankt Florian (um 800). Konsolidiert werden konnten die Strukturen erst nach dem Awarenfeldzug Karls des Großen um 800 und der Schlacht auf dem Lechfeld 955, so wurde denn auch das freisingische Landgut Ostarrichi (kaiserliche Schenkung 996) Keimzelle des heutigen Österreich.

### Staatskirche der Habsburgermonarchie
Die aus der heutigen Schweiz stammenden Habsburger basierten ihre Hausmacht auch auf den kirchlichen Strukturen. Herzog Rudolf IV. ließ an der Wiener Stephanskirche 1365 ein Kapitel einrichten, doch erst 1469 wurde Wien eine eigene Diözese. Spätestens seit dem 15. Jahrhundert, als die österreichischen Erzherzöge – de facto in Personalunion erbliche – Kaiser des Heiligen Römischen Reiches waren, und damit auch oberste weltliche Schirmherrn des Heiligen Stuhls, des Papsttumes und der diesem untergebenen Christenheit, als nominelle Könige von Jerusalem Beschützer der Stätten im Heiligen Land, wie auch Erben der Heiligen Stephanskrone Ungarns („Apostolische Majestät“), gewann die katholische Kirche den Charakter einer Staatskirche der Habsburgermonarchie.
Ab 1520 breitete sich die Reformation aus, um 1570 war Österreich weitgehend protestantisch. Doch die katholisch gebliebenen Habsburger betrieben die Gegenreformation sehr energisch und nach dem Dreißigjährigen Krieg war das Land wieder katholisch. In den Türkenkriegen vom 16. noch bis ins 19. Jahrhundert war Österreich mit dem Osmanischen Reich im Konflikt, und für viele Jahrzehnte das „Bollwerk“ der Christenheit gegen den Islam, was dann an der Militärgrenze und anderen grenznahen Gebieten im Zuge von Ansiedlungsmaßnahmen zu erstaunlich toleranter Haltung führte, die im Kernland so nicht möglich gewesen wäre. In den Toleranzpatenten (1781 und 1782) von Joseph II. wurde die Religionsfreiheit dann zumindest für einige weitere christliche Konfessionen garantiert.
Erst Joseph II. konnte mit einem Vertrag von 1784, der die Diözese Passau zur Abgabe aller obderennsischen Gebiete zwang, eine weitgehend vollständig dem Staatsgebiet der Erblande entsprechende Kirchengliederung schaffen, letzte Korrekturen erfolgten mit der Eingliederung des bis dahin souveränen Erzstifts Salzburg 1803 und der Aufgabe des zersplitterten Vorderösterreich bis 1815. Zugleich wurden aber im Josephinismus auch alle „beschaulichen“ (kontemplativen) Orden aufgehoben, und die katholische Kirche ganz im Sinne des Absolutismus in den Dienst des Staats gestellt.
Eine Trennung von kirchlicher und weltlicher Jurisdiktion wurde schon im Mittelalter eingeführt, doch blieb etwa die pfarrliche Gliederung bis zur Aufhebung der Grundherrschaft und der Schaffung der Ortsgemeinden nach der Revolution 1848/49 Basis der habsburgischen Verwaltung.
Die Selbstverpflichtung der Habsburger gegenüber der römischen Kirche blieb auch mit der Ausrufung des Kaisertums Österreich 1804 und dem Ende des Römisch-deutschen Reiches 1806 – als der päpstliche Auftrag des Schutzes des Heiligen Stuhls kurzfristig an Napoleon übergeben wurde – aufrecht, und der Katholizismus blieb in der Habsburgermonarchie bis zu deren Ende 1918 politisch und gesellschaftlich vorherrschend. Ein Konkordat von 1855, das das staatskirchenhoheitliche Josephinische System bereinigte, wurde aber 1870 von Österreich aufgekündigt, als der Heilige Stuhl zunehmend unter Einfluss des Königreichs Italien geriet und in Folge der Kirchenstaat aufgelöst wurde.
In dem Jahr erfolgte auch die Dogmatisierung der Unfehlbarkeit des Papstes in Glaubensfragen. Die österreichischen Bischöfe hatten sich zunächst gegen diese ausgesprochen, die Erzbischöfe von Salzburg und Wien (Maximilian Joseph von Tarnóczy und Joseph Othmar von Rauscher) akzeptierten die Entscheidung jedoch rasch und auch der das Dogma ablehnende Prager Erzbischof Friedrich zu Schwarzenberg musste die neuen Lehrsätze auf ausdrückliche Aufforderung des Papstes hin in seinem Bistum veröffentlichen.
Die liberalen Kräfte in Österreich konnten den Kaiser dazu bewegen, Ehegerichtsbarkeit, Unterrichts- und Erziehungswesen und Religionszugehörigkeit sowie Verhältnisse interkonfessioneller Ehen der Staatsgewalt zu unterstellen (Maigesetze 1870 und Novelle 1874).
Mit der endgültigen Einführung des Parlamentarismus ab 1861 stellt die katholische Kirche auch in Österreich-Ungarn (ab 1867) weiterhin die geistlichen Mitglieder im Herrenhaus und Virilstimmen in den Landtagen, mit der Christlichsozialen Partei (CS, ab 1893) auch bis in die Vorkriegsjahre die politischen Mehrheiten.
Bis 1918 nominierte der Kaiser die Bischöfe, anschließend wurden sie vom Papst gemäß der kaiserlichen Entscheidung ernannt.

### Erste Republik und Zeit des Faschismus
In der Ersten Republik war die katholische Kirche weiter eng mit der Christlichsozialen Partei verbunden. Mit dem Konkordat von 1933 wurde unter Engelbert Dollfuß, der selbst als Christlichsozialer und CV-Mitglied dem Katholizismus nahestand, die Rechtsstellung der katholischen Kirche, Heranbildung des Klerus, Religionsunterricht, das Recht der Kirche auf eigene Schulen, die kirchliche Eheschließung, die Militärseelsorge, die kirchlichen Feiertage sowie die vermögensrechtlichen Belange der Kirche geregelt. Durch die Ausnahmestellung des Heiligen Stuhls als Völkerrechtspersönlichkeit hat diese vertragliche Vereinbarung die Sonderform des Konkordats. Die katholischen Bischöfe Österreichs begrüßten die Ausschaltung der Demokratie und die Etablierung der Diktatur durch die christlichsoziale Regierung. Regime und Kirche hatten ähnliches Interesse an einer Rekatholisierung der Bevölkerung, besonders der entfremdeten Arbeiterschaft. Wie die katholische Kirche 2024 festhielt, redeten zahlreiche Vertreter der Kirche der „unter dem Deckmantel vermeintlich christlicher Politik agierenden Diktatur das Wort“ und handelten danach.
Die Haltung der Kirche zum Nationalsozialismus war ambivalent. Der Anschluss Österreichs wurde von den Bischöfen befürwortet, andererseits kam es auch zu katholischem Widerstand (Rosenkranz-Demonstration). Da die Nationalsozialisten weder das Konkordat anerkannten noch das 1933 zwischen dem Deutschen Reich und dem Heiligen Stuhl geschlossene Konkordat auf Österreich ausdehnten, gab es keinen Schutz für die Kirche. Durch Schikanen wie Enteignung, Verhaftungen, Predigtverbot und Ende des Religionsunterrichts wurde versucht, den Einfluss der katholischen Kirche zurückzudrängen; zahlreiche Priester und Laien wurden in Konzentrationslager deportiert und hingerichtet.

### Zweite Republik
| Mitgliederentwicklung Katholiken in Österreich seit 1951 |             |            |        |
| Jahr                                                     | Bevölkerung | Katholiken | Anteil |
| 1951                                                     | 6.933.905   | 6.170.084  | 89,0 % |
| 1961                                                     | 7.073.807   | 6.295.075  | 89,0 % |
| 1971                                                     | 7.491.526   | 6.548.316  | 87,4 % |
| 1981                                                     | 7.555.338   | 6.372.645  | 84,3 % |
| 1991                                                     | 7.795.786   | 6.081.454  | 78,0 % |
| 2001                                                     | 8.032.926   | 5.915.421  | 73,6 % |
| 2011                                                     | 8.408.121   | 5.403.722  | 64,3 % |
| 2012                                                     | 8.451.860   | 5.359.151  | 63,4 % |
| 2013                                                     | 8.507.786   | 5.308.515  | 62,4 % |
| 2014                                                     | 8.584.926   | 5.265.378  | 61,3 % |
| 2015                                                     | 8.700.471   | 5.211.238  | 59,9 % |
| 2016                                                     | 8.772.865   | 5.162.621  | 58,8 % |
| 2017                                                     | 8.822.267   | 5.110.743  | 57,9 % |
| 2018                                                     | 8.858.775   | 5.052.727  | 57,0 % |
| 2019                                                     | 8.901.064   | 4.982.802  | 56,0 % |
| 2020                                                     | 8.932.664   | 4.905.316  | 54,9 % |
| 2021                                                     | 8.978.929   | 4.827.683  | 53,8 % |
| 2022                                                     | 9.104.772   | 4.733.085  | 52,0 % |
| 2023                                                     | 9.158.750   | 4.638.842  | 50,6 % |

In der Zweiten Republik wurden die Beziehungen zur katholischen Kirche im modernen Sinne der Trennung von Kirche und Staat konsolidiert. Im Mariazeller Manifest von 1952 erklärte die katholische Kirche Österreichs, sie wolle keine Rückkehr zum Staatskirchentum. Ebenso lehne sie ein Protektorat einzelner Parteien über die Kirche ab. Dabei wurde das Prinzip der Nichteinmischung der Katholischen Kirche in parteipolitische Tagesfragen Österreichs grundgelegt.
1957 wurde das Konkordat von 1933 von der Koalitionsregierung im Prinzip wieder anerkannt. Aufgrund von Art. 26 des Österreichischen Staatsvertrages wird die katholische Kirche für die Enteignungen während der NS-Zeit entschädigt. 1960 schloss die Republik Österreich mit dem Heiligen Stuhl einen Vertrag, der Einzelheiten regelt. Seit 2018 beträgt der Jahresbetrag der Entschädigung 20,7 Millionen Euro. Entsprechende Entschädigungen erhalten auch die Evangelische Kirche Augsburgischen und Helvetischen Bekenntnisses in Österreich, die Altkatholische Kirche Österreichs und die Israelitische Religionsgesellschaft in Österreich. Der Religionsfonds – vornehmlich geistlich-herrschaftliche Besitzungen des 18. Jahrhunderts – blieb hingegen zum Gutteil in staatlichem Eigentum.
1962 wurde auch der Religionsunterricht im Sinne des Konkordats neu geregelt. Die (nach dem „Anschluss“ eingeführte) obligatorische und nicht die kirchlicherseits gewünschte fakultative Ziviltrauung (standesamtliche Hochzeit) wurde aber – entgegen den Regelungen im Konkordat – beibehalten.
Nach dem Zweiten Weltkrieg stagnierte der Anteil der römisch-katholischen Glaubensangehörigen. Sowohl 1951 als auch 1961 bekannten sich 89 Prozent zu diesem Religionsbekenntnis. Die Gesamtzahl der Katholiken nahm bis 1971 weiter zu, als sie ihren Höhepunkt erreichte. Doch bereits ab 1961 ging der Anteil der Katholiken an der Gesamtbevölkerung aufgrund der einsetzenden Zuwanderung von Angehörigen anderer Religionen und aufgrund der Zunahme der Menschen ohne Bekenntnis von 266.000 (1961) auf 321.000 (1971) zurück, was vor allem auf Austritte aus der katholischen Kirche zurückzuführen ist. Dieser prozentuelle Rückgang wurde umso stärker, als ab 1971 auch die Gesamtzahl der Katholiken rückläufig war, während die Zahl der Konfessionslosen bis 2021 auf fast zwei Millionen Personen anstieg.

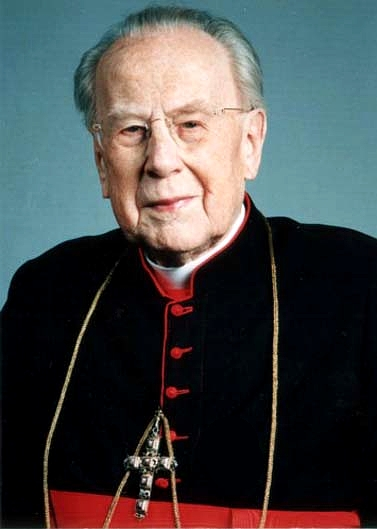
Kardinal Franz König

Das II. Vatikanische Konzil (1962–1965), in dem auch das Verhältnis zwischen Katholizismus und Staat umrissen wurde, wirkte sich in Österreich durchaus positiv aus. Kardinal Franz König trug zur Aussöhnung mit der Sozialdemokratie bei und nahm erste Kontakte mit den Ostkirchen auf. Dem schon 1958 gegründeten Ökumenischen Rat der Kirchen (ÖRKÖ) trat die katholische Kirche aber erst 1994 bei, ab dann entwickelte sich ein interkonfessioneller christlicher Dialog auf Augenhöhe.
Die 1980er und 1990er Jahre waren geprägt von basiskirchlicher Diskussion (Dialog für Österreich) und um die Besetzung einiger Ämter (so die Bischöfe Groër und Krenn). 1995 entstand die Bewegung Wir sind Kirche wie auch die Unterschriftenaktion Kirchenvolks-Begehren.

Verhältnis von Katholiken (lila), Protestanten (purpur) und Sonstigen (weiß) nach Bundesland (2001).

Ab der Affäre Groër 1995 führten die zahlreichen Missbrauchsfälle katholischer Priester und Ordensleute zur Gründung von diözesanen Ombudsstellen und einer kirchlichen Kommission unter der Leitung Waltraud Klasnics, die seither diese Vorfälle untersucht und die Betroffenen entschädigt.
Seit der letzten Volkszählung im Jahr 2001 schrumpfte die Mitgliederzahl um fast 1,3 Millionen Personen, womit die katholische Kirche in diesem Zeitraum mehr als ein Fünftel ihrer Mitglieder verlor. Im Jahr 2022 erreichten die Anzahl der Kirchenaustritte mit 90.975 ehemaligen Katholiken ihren bisherigen Höhepunkt, mehr als die mit den damals diskutierten Missbrauchsfällen in Zusammenhang gebrachten 85.960 Austritte im Jahr 2010. In den letzten drei Jahren wurden im Durchschnitt rund 83.000 Austritte erreicht, die katholische Kirche verliert damit pro Jahr rund 1,8 Prozent ihrer Mitglieder. Ende des Jahres 2019 fiel die Zahl der Katholiken erstmals unter 5 Millionen; hält dieser Trend an, wird deren Anteil an der Gesamtbevölkerung bereits Ende 2024 unter 50 Prozent fallen.
Nicht nur die Anzahl der Katholiken, sondern auch die Zahl der Teilnehmer an der sonntäglichen Messfeier hat sich in den letzten Jahren kontinuierlich verringert und betrug nach Angaben der kirchlichen Statistik im Jahr 2021 251.623 Menschen (5,2 Prozent der Katholiken bzw. 2,8 Prozent der Gesamtbevölkerung) am Zählsonntag Fastenzeit und 281.131 Menschen (5,8 Prozent der Katholiken bzw. 3,1 Prozent der Gesamtbevölkerung) am Zählsonntag Christkönig gegenüber 931.225 Teilnehmern (15,7 Prozent der Katholiken bzw. 11,6 Prozent der Gesamtbevölkerung) im Jahr 2001. Im Jahr 2023 wurden österreichweit von insgesamt 77.605 Neugeborenen 30.383 katholisch getauft, was einem Anteil von 39,2 Prozent entspricht.
Im Frühjahr 2013 organisierten einige kirchenkritische und religionskritische Organisationen sowie die Plattform Betroffener kirchlicher Gewalt ein letztlich erfolgloses Volksbegehren gegen Kirchenprivilegien in Österreich, das unter anderem eine staatliche Untersuchung der Missbrauchsfälle und eine Aufkündigung des Konkordats forderte.
Papst Johannes Paul II. besuchte Österreich 1983, 1988 und 1998, Papst Benedikt XVI. 2007.

## Organisation

### Rechtsstellung und Riten der katholischen Kirche in Österreich
Die katholische Kirche ist eine gesetzlich anerkannte Kirche. Sie gilt in Österreich als historisch anerkannt, und ihre Rechtsstellung wurde mit dem Konkordat von 1933 zwischen dem Heiligen Stuhle und der Republik Österreich (BGBl. II Nr. 2/1934) festgesetzt.
Die Anerkennung bezieht sich auf:
Die katholische Kirche, mit ihren Riten:
- römisch-katholischer (lateinischer) Ritus (röm.-kath.) – die Lateinische Kirche (Römische Kirche), in Österreich ursprünglich vorherrschend
- griechisch-katholischer (griechischer) Ritus (griech.-kath.) – durch die Errichtung der ukrainischen Gemeinde St. Barbara (Wien 1) 1783, heute Zentralpfarre für alle byzantinischen Gläubigen in Österreich (als päpstliches Ordinariat; Religionszugehörigkeiten: byzantinisch-katholisch, italo-albanisch, melkitisch-katholisch, ukrainisch-katholisch, ruthenisch-katholisch, rumänisch-katholisch, griechisch-katholisch (i. e. S.), bulgarisch-katholisch, slowakisch-katholisch, ungarisch-katholisch)
- armenisch-katholischer (armenischer) Ritus (armen.-kath.) – durch Anerkennung der Wiener Ordensniederlassung der Mechitaristen (Wien 7) 1810

Die anderen katholischen Ostkirchen spielten bisher in Österreich eine untergeordnete Rolle und wurden rechtlich als Organisationen nicht explizit verankert. Es handelt sich um die Religionszugehörigkeiten respektive Riten maronitisch-katholisch (antiochenisch), chaldäisch-katholisch (chaldäisch), syro-malabar-katholisch (chaldäisch), koptisch-katholisch (alexandrinisch), syrisch-katholisch (antiochenisch), äthiopisch-katholisch (alexandrinisch), syro-malankar-katholisch (antiochenisch).
Nicht aber zur katholischen Kirche gehört die Altkatholische Kirche Österreichs (Kirche der Utrechter Union), die eine eigenständig anerkannte Kirche darstellt.

### Österreichische Bischofskonferenz
Alle österreichischen (Erz-)Bischöfe sind in der Österreichischen Bischofskonferenz zusammengeschlossen. Sie ist eine Körperschaft des öffentlichen Rechts, wurde „mit Gutheißung des Apostolischen Stuhles“ 1849 errichtet und ist in der Rotenturmstraße unweit des Stephansdomes in Wien ansässig.
Die Bischofskonferenz berät und betreut die gemeinsamen Angelegenheiten und vertritt die Kirche gegenüber der Republik und im österreichischen Ökumenischen Rat der Kirchen (ÖRKÖ).
Zu den Aufgaben gehört beispielsweise auch die Führung der Nachrichtenagentur Kathpress.

### Weitere zentrale Institutionen
Der Heilige Stuhl ist in Österreich durch den Apostolischen Nuntius vertreten. Die Apostolische Nuntiatur Wien wurde 1529 am Hof Ferdinands I. eingerichtet. Der Nuntius steht als Doyen protokollarisch dem gesamten diplomatischen Corps in Österreich vor. Seit März 2019 ist Erzbischof Pedro López Quintana Nuntius in Österreich. Er ist nicht Mitglied der Bischofskonferenz, erhält jedoch die Tagesordnung der Vollversammlung und wird eingeladen, daran teilzunehmen. Über die Nuntiatur wird das Protokoll nach Rom weitergeleitet und zur Kenntnis genommen.
Der klösterliche Bereich war einst in zwei Institutionen organisiert, der Superiorenkonferenz der männlichen Ordensgemeinschaften Österreichs und der Vereinigung der Frauenorden Österreichs, die sich 2019 zur „Ordenskonferenz Österreich“ als Dachverband zusammenschlossen.
Eine wichtige überdiözesane Einrichtung der Seelsorge ist beispielsweise die Caritas Österreich, in der die Dachverbände oder Zentralorganisationen der neun Gebietsdiözesen versammelt sind.
Das zentrale Medienorgan ist die Agentur Kathpress.

### Gliederung der katholischen Kirche in Österreich

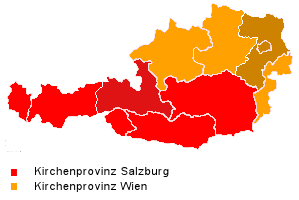
Die österreichischen Kirchenprovinzen

Die katholische Kirche in Österreich gliedert sich in die beiden Kirchenprovinzen Salzburg und Wien mit insgesamt neun Diözesen. Der Militärbischof hat seinen Sitz in Wien. Auch der Abt der Territorialabtei Wettingen-Mehrerau ist Mitglied der Bischofskonferenz, da das Kloster als Territorialabtei direkt dem Heiligen Stuhl unterstellt ist und als eigene Teilkirche gilt. Dem ebenfalls immediaten Ordinariat für die Gläubigen der katholischen Ostkirchen in Österreich steht der Erzbischof von Wien als Ordinarius vor.
Die Gebietsgrenzen der neun Flächen-Diözesen decken sich in etwa mit den Grenzen der Bundesländer. Die auffälligsten Unterschiede stellen das zur Erzdiözese Wien gehörige östliche Niederösterreich sowie das östliche Nordtirol, das Teil der Erzdiözese Salzburg ist, dar.

### Übersicht über die katholischen Diözesen
Im Jahr 2022 gab es 3007 katholische Pfarren in Österreich, die von 1837 Diözesanpriestern und 1226 Ordenspriestern seelsorglich betreut werden.
| Diözese                                                                | Gründung | Kathedrale                                                                   | Bischof                      | Weihbischöfe                    | Katholiken (2022) | Pfarren (2022) | Wappen |
| ---------------------------------------------------------------------- | -------- | ---------------------------------------------------------------------------- | ---------------------------- | ------------------------------- | ----------------- | -------------- | ------ |
| Erzdiözese Salzburg                                                    | 0739     | Dom St. Rupert und Virgil Salzburg                                           | Franz Lackner                | Hansjörg Hofer                  | 438.227           | 210            |        |
| Diözese Feldkirch                                                      | 1968     | Dom St. Nikolaus Feldkirch                                                   | Benno Elbs                   |                                 | 217.064           | 126            |        |
| Diözese Graz-Seckau                                                    | 1218     | Dom St. Ägidius Graz Basilika Mariä Himmelfahrt Seckau (Konkathedrale)       | Wilhelm Krautwaschl          | Johannes Freitag                | 752.605           | 388            |        |
| Diözese Gurk-Klagenfurt                                                | 1072     | Dom St. Peter und Paul Klagenfurt Dom Mariä Himmelfahrt Gurk (Konkathedrale) | Josef Marketz                |                                 | 338.139           | 336            |        |
| Diözese Innsbruck                                                      | 1964     | Dom St. Jakob Innsbruck                                                      | Hermann Glettler             |                                 | 359.169           | 243            |        |
| Erzdiözese Wien                                                        | 1469     | Dom St. Stephan Wien                                                         | Sedisvakanz                  | Franz Scharl Stephan Turnovszky | 1.088.275         | 618            |        |
| Diözese Eisenstadt                                                     | 1960     | Dom St. Martin Eisenstadt                                                    | Ägidius Zsifkovics           |                                 | 182.905           | 171            |        |
| Diözese Linz                                                           | 1785     | Dom Mariä Empfängnis Linz                                                    | Manfred Scheuer              |                                 | 898.064           | 473            |        |
| Diözese St. Pölten                                                     | 1785     | Dom Mariä Himmelfahrt St. Pölten                                             | Alois Schwarz                | Anton Leichtfried               | 458.637           | 422            |        |
| Österreichische Militärdiözese                                         | 1986     | Kathedrale St. Georg Wiener Neustadt                                         | Werner Freistetter           |                                 | 98.000            | 20             |        |
| Ordinariat für die Gläubigen der katholischen Ostkirchen in Österreich | 1956     | Zentralpfarrkirche St. Barbara Wien-Innere Stadt                             | Christoph Kardinal Schönborn |                                 | 10.000            | 9              |        |
| Territorialabtei Wettingen-Mehrerau                                    | 1854     | Abteikirche Mariä Himmelfahrt Mehrerau                                       | Vinzenz Wohlwend OCist       |                                 |                   |                |        |

Siehe auch: Geschichte des Christentums in Österreich – mit einer Übersicht über alle Bistümer/Diözesen des heutigen österreichischen Gebiets

## Volkswirtschaftliche Aspekte

### Privatwirtschaft
Zusammengenommen gehören die katholischen Organisationen zu den großen Grundbesitzern: Man schätzt den kirchlichen Boden in Österreich auf etwa eine Viertelmillion Hektar, davon sind die Hälfte, 121.400 Hektar, Wald (ohne Betriebe unter 500 Hektar, mit diesen etwa noch einmal die Hälfte mehr), also etwa 3 bis 5 Prozent des gesamten Waldes (4 Mio. ha). Größter land- und forstwirtschaftlicher Betrieb ist das Stift Admont. In Wien und Salzburg sind die diversen kirchlichen Organisationen zusammen jeweils einer der größten Hausbesitzer.
Die katholischen Organisationen zählen als „Firmengruppe“ auch zu den größten Arbeitgebern, sie haben um die 60.000 Mitarbeiter (etwa 1,5 Prozent der 4,3 Mio. Erwerbspersonen). Der Gutteil davon ist naturgemäß im sozialen Sektor (Bildung, Medizin, Gesundheitspflege und Sozialdienste) tätig. Einen wichtigen Beitrag zur Grundversorgung leisten beispielsweise die weit verbreiteten Ordenskrankenhäuser. Knapp 60 Prozent der Kirchenausgaben fließen in den Personalaufwand (2008 283 Mio. €). Einen großen Umfang hat auch die im kirchlichen Rahmen geleistete freiwillige gemeinnützige Arbeit.
Insgesamt handelt es sich dabei aber um das Vermögen und die Wirtschaftsleistung rechtlich unabhängiger Institutionen, nicht die Finanzen der katholischen Kirche an sich. Die betrieblichen Einnahmen dienen vollständig der Eigenerhaltung und dem eigenen und gemeinsamen Werk, da kirchliche Organisationen in Österreich per Gesetz nicht gewinnorientiert arbeiten dürfen. Die gesamte Wertschöpfung ist – in Relation zu Besitztum und Personal – vergleichsweise gering, die Diözesen beispielsweise lukrierten 2008 482 Mio. Euro, was dem Umsatz von Handelsketten wie Ikea oder H&M entspricht, davon 81 Prozent aus den Kirchenbeiträgen. Eine Gesamtübersicht über das Finanzgebaren ist aber nicht vorhanden, auch die österreichische katholische Kirche ist bei diesbezüglicher Offenlegung recht zurückhaltend.

### Kulturgut

Statistik Denkmalschutz nach Eigentümern:
gelb … kirchlich, 27 % (2011, Schätzung) – die katholische Kirche stellt den weitaus überwiegenden Teil

Heute ist die katholische Kirche – abgesehen von der religiösen Bedeutung für die Bevölkerungsmehrheit – einer der wichtigsten Kulturträger des Landes und damit im Tourismusland Österreich auch bedeutender Wirtschaftsfaktor – allein durch das umfangreiche Kulturerbe.
Von den Denkmalschutzobjekten befinden sich um ein Viertel (geschätzt etwa 15.000) im Besitz der Diözesen, Klöster und anderen Körperschaften. In nahezu jedem Ort Österreichs gehören die Kirchen – und allenfalls die Klöster – zu den Hauptattraktionen und sind ein Wahrzeichen. In den beiden UNESCO-Welterbestätten der Innenstädte von Wien und Salzburg gehört der Gesamtbestand ebenfalls zu beträchtlichem Anteil kirchlichen Organisationen, in Wien nimmt man 10 Prozent aller Gebäude an, in Salzburg die Hälfte.
Dabei herrscht eine enge Zusammenarbeit mit den staatlichen Behörden zum Erhalt dieser Kulturgüter (so teilen sich bei Restaurierungen von Kirchen meist das Bundesdenkmalamt, die Diözese als Eigentümer und die Pfarrgemeinde als Benutzer – über Spenden – zu gleichen Teilen die Kosten). Der Gesamtaufwand für Instandhaltung der Kirchen wird auf 150 Millionen Euro geschätzt. Weitere 3 Millionen pro Jahr werden für Kirchenglocken ausgegeben. Die Bauten werden von den diözesanen Bauämtern verwaltet, für das klösterliche Gut besteht das Referat für die Kulturgüter der Orden, eine gemeinsame Einrichtung der Superiorenkonferenz der männlichen Ordensgemeinschaften und der Vereinigung der Frauenorden.
Dazu kommt ein umfangreicher musealer Fundus (insbesondere in den Diözesanmuseen und Stiften; die Geistliche Schatzkammer der Hofburg ist als habsburgischer Besitz Eigentum der Republik) und wertvolles Gut, das in regulärer Verwendung steht.
Auch werden seit 2011 einige katholische Volksbräuche als immaterielles Erbe Österreichs durch die UNESCO anerkannt.
Von unschätzbarem wissenschaftlichen Wert sind darüber hinaus – neben weltweit bedeutenden Bibliotheken (so die der Stifte Admont und Kremsmünster) – die umfangreichen kirchlichen Archivalien von den frühesten Urbaren bis hin zu den Pfarrmatriken (Geburten- und Sterbebücher bis in das 19. Jh., Tauf- und Ehebücher bis heute). Sie befinden sich heute meist in den Diözesanarchiven und stellen die wichtigsten Primärquellen zur österreichischen Geschichte dar, sind aber auch für andere Fachgebiete relevant.